# 関連病院
関連病院（かんれんびょういん）とは、ある機関と関連を持つ医療機関のこと。狭義では、大学の医局と人事において関連を持つ病院等のことを指す。

## 大学病院における関連病院
日本において、医師・歯科医師の人事を大学の医局の医局員の派遣によって行う医療機関のこと。関連医院（かんれんいいん）とも呼ぶ。ドイツ語のsitz（座る）から「ジッツ」と呼ばれることもある。
日本では、医師数が医療機関の数に対して十分ではない。そのため、公立・私立を問わず多くの病院で医師の確保が問題となっている。そこで、ある程度の質を保証された医師を安定して確保する方法として、大学病院の各診療科の医局から医局員の派遣を受けることがよく用いられる。この場合、通常の労働者派遣事業とは違い、病院は医師を直接雇用し給与を支払う。しかし派遣した医師の交代など人事は医局側に属するのが通例である。
また、歯科医師の場合、歯学大学附属病院から有能な専門医などを系列・関係歯科医院に派遣することがある。
フルタイム勤務の医師のほか、大学病院で勤務しながら週に1度出張するなどのパートタイム勤務の医師を受け入れることもある。この場合、パートタイム勤務でも月当たりの給与が一般的労働者の月給程度に相当することが多く、大学病院は無給医局員を抱えることができる。
病院側には、医師・歯科医師の供給を受けられるほかに、高度な医療を必要とする患者の紹介先、また緊急時の搬送先を確保できるというメリットもある。逆に、大学病院にとっては医局員の大学病院以外での研修先やポストを確保できるメリットがあるほか、長期通院・長期入院の必要な慢性疾患の患者の受け入れ先でもある。